# Ama Tutu Muna
Ama Tutu Muna (Limbé, 17 de juliol de 1960) és una política camerunesa, que fou Ministra d'Art i Cultura del seu país, de 2007 fins al 2015.

## Educació
Muna va néixer a la vila de Limbé, en la Regió del Sud-oest el 17 de juliol de 1960. És la més jove d'entre vuit germans fills de Salomon Tandeng Muna, antic Primer Ministre del Camerun anglòfon i després vicepresident de Camerun, i Elizabeth Fri Ndingsa. És germana de Bernard Muna, President de l'Aliança de Forces Progressives, i Akere Muna, President del Consell de la International Anti-Corruption Conference. Va estudiar lingüística a la Universitat de Mont-real, al Canadà, on es va graduar el 1983.

## Carrera
Fou Secretaria d'Estat al Ministeri d'Economia a Limbe de desembre de 2004 fins al 2007, any en què fou nomenada Ministra d'Art i Cultura. Va fundar la Cooperativa de Dones de Mbengwi per tal de millorar les condicions de les dones en els àmbits rurals i va fundar el Fòrum de les Dones del Nord-oest.
El 2014, Muna va ser criticada per haver transferit artefactes culturals de la Regió del Nord-oest a Yaoundé. El 22 de maig de 2015, el Primer Ministre Philemon Yang li va donar a Muna una ordre per dissoldre, en quaranta-vuit hores, la SOCACIM, una societat de drets d'autor que havia creat. Fou apartada de la seva posició ministerial per la mala gestió sobre els drets d'autor el 2 d'octubre de l'any 2015 pel President Paul Biya. El febrer de 2016, se li va demanar que abandonés la seva vil·la ministerial paraestatal a Bastos, però es va negar i va reclamar que havia fet arranjaments per comprar-la. El setembre del mateix any encara romania a casa.